# Mark Rietman
Mark Rietman (Amsterdam, 28 november 1960) is een Nederlands acteur en toneelregisseur. Hij is sinds 2011 vast verbonden aan Het Nationale Toneel. Hij speelt regelmatig in televisieseries en (televisie)films.

## Levensloop
Na zijn studie aan de toneelschool van Amsterdam begon Rietman in 1986 aan een carrière als (freelance) acteur. Hij werkte onder meer voor Blauwe Maandag Compagnie, Toneelgroep Amsterdam, Het Zuidelijk Toneel, Het Toneel Speelt en Joop van den Ende Theaterproducties. In 1989 maakte hij zijn televisiedebuut in de miniserie Langs de kant van de weg van de NOS over Vincent van Gogh. Later speelde hij onder meer in de series Pleidooi, Oud Geld, IC en Vuurzee. Zijn filmdebuut maakte hij in het Nederlandse drama Hartverscheurend in 1993. Naast het acteren sprak Rietman stemmen in, in films als The Prince of Egypt en Thunderbirds. Ook sprak hij de rol in van Bommel in de hoorspelserie naar de verhalen van Marten Toonder. Bij Het Toneel Speelt regisseerde hij Expats van Peter van de Witte.
Rietman was getrouwd met actrice Marieke Heebink en heeft met haar twee kinderen.

## Prijzen en nominaties
- In 1998 en 1999 won Rietman de Academy Award voor beste acteur voor zijn rol als bankierszoon Kiet in de televisieserie Oud Geld.
- In 2003 werd hij genomineerd voor de Louis d'Or voor zijn rol in Strange Interlude door het Nationale Toneel.
- In 2005 won hij de Louis d'Or voor zijn rol in Raak me aan door Het Toneel Speelt.
- In 2007 werd hij genomineerd voor de Louis d'Or voor zijn rol in Het Wijde land bij de Theatercompagnie.
- In 2009 won hij een Beeld en Geluid Award voor zijn rol in Vuurzee.
- In 2011 werd hij genomineerd voor de Louis d'Or voor zijn rol in Gekluisterd door het Nationale Toneel.
- In 2016 werd hij genomineerd voor de Arlecchino voor zijn rol in De revisor door het Nationale Toneel
- Op 28 november 2024 kreeg Rietman de Paul Steenbergen-penning uit handen van Eelco Smits. De penning wordt door acteurs aan elkaar doorgegeven.[3]

## Filmografie

### Film
- Karakter (1997)
- De prins van Egypte (1998) (stem) - Ramses
- Familie (2001)
- Paramaribo Papers (2002) - Robert Lipmann
- Ik omhels je met 1000 armen (2006)
- Ober (2006)
- Coach (2009) - Léon van Meeteren
- First Mission (2010)
- Kung Fu Panda 2 (2011) (stem) - Lord Shen
- De verbouwing (2012) - Rogier
- Monsters University (2013) (stem) - Don Carlton
- Loenatik, te gek (2014) - Uitzendbureaumedewerker
- Riphagen (2016) - Einthoven
- Brasserie Valentijn (2016) - Paul
- Penoza: The Final Chapter (2019) - Vincent van Zanten
- April, May en June (2019) - Mattias
- Lightyear (2022) (stem) - Zurg / Oude Buzz
- Invasie (2024) - Bruno Staal
- Bad Boa's (2025) - Richard van der Vloed

### Televisie
- Pleidooi (1992-1994)
- Tasten in het duister (1996)
- Baantjer - (Afl. De Cock en de moord op de vader) (1996) - Kalin Chagin/(Afl. De Cock en de moord op het vertrouwen Deel 1 en 2) (2001) - Daniël Dittmar
- Windkracht 10 (1997) - Ruud
- Oud Geld (1998) - Kiet Bussink
- Wilhelmina (2001)
- IC (2002-2006) – Thijs Vermaas
- Vuurzee (2005-2009) – Peer Looman
- Flikken Maastricht (2011)  (seizoen 5 afl 9 inkom) -(gastrol, Dhr. Hendriks)
- Feuten (2012)
- Bellicher; Cel (2013)
- Heer & Meester (2014)
- De Jacht (2016)
- Suspects (2017) – Wilbert Akkerman
- Zuidas (2018) - Mr. Rudolf Van De Sande Grinten
- Oogappels (2021–2022, 2024) - Mr. Maarten van der Zijp, collega Merel
- Judas (2022) - Peter R. de Vries
- Cast (2023) - Zichzelf
- De droom van de jeugd (2023) - vader Kick
- Costa!! de serie (2024) - Hugo Nabermann
- Nieuw Zeer (2024) - diverse rollen
- Hein (2024) - Burgemeester

## Theater
- BV Vastgoed (2025), Toneelgroep Maastricht

## Radio
- Het Bureau (NPS, 2004-2006), hoorspelserie naar de boeken van J.J. Voskuil – Directeur Jaap Balk
- Bommel, hoorspelserie naar de verhalen van Marten Toonder (NPS, 2007-2009) – Ollie B. Bommel
- De Hormoonfabriek (AVRO-TROS, 2014-2015), hoorspelserie naar het boek van Saskia Goldschmidt – Directeur Mordechai ‘Motke’ de Paauw